# 上滩墓地
上滩墓地，位于中国青海省平安县平安镇上滩村，为第四批青海省文物保护单位，公布日期为1986年5月27日，类型为古墓葬。
上滩墓地的历史年代为汉。